# 杨滨瑜
杨滨瑜（2002年7月25日—），黑龙江哈尔滨人，中国女子速度滑冰运动员，2020年冬季青年奥林匹克运动会女子集体出发金牌得主和女子1500米铜牌得主、2025年亚洲冬季运动会女子1500米银牌得主。